# Didymocantha sublineata
Didymocantha sublineata là một loài bọ cánh cứng trong họ Cerambycidae.